# Stal Brzeg
Stal Brzeg – polski klub piłkarski z siedzibą w Brzegu, powstały w 1967 roku. Klub kontynuuje tradycje Piasta Brzeg.
Występuje w sezonie 2025/2026 w rozgrywkach IV ligi, gr. opolskiej.

## Sukcesy
- III runda Pucharu Polski – 1978/79
- 2. miejsce w III lidze – 1977/78
- Puchar Polski – Opolski ZPN – 2018/19, 2022/23
- 1/16 Pucharu Polski – 2023/24

## Występy w III lidze
Lista przedstawia sezony, w których zespół występował w III lidze bez względu na szczebel ligowy, którym III liga była w danym sezonie.
- 1970/71 – III liga, grupa: zachodnia – 12. miejsce
- 1971/72 – III liga, grupa: I (śląska) – 6. miejsce
- 1972/73 – III liga, grupa: I (śląska) – 8. miejsce
- 1976/77 – III liga, grupa: VI – 8. miejsce
- 1977/78 – III liga, grupa: VI – 2. miejsce
- 1978/79 – III liga, grupa: VI – 7. miejsce
- 1979/80 – III liga, grupa: VI – 13. miejsce  [1]
- 2016/17 – III liga, grupa: III – 6. miejsce
- 2017/18 – III liga, grupa: III – 4. miejsce
- 2018/19 – III liga, grupa: III – 12.miejsce
- 2019/20 – III liga, grupa: III – 15. miejsce
- 2020/21 – III liga, grupa: III – 8. miejsce
- 2021/22 – III liga, grupa: III – 9. miejsce
- 2022/23 – III liga, grupa: III – 14. miejsce
- 2024/25 – III liga, grupa: III – 17. miejsce